# Dimitrie Cantemir
Dimitrie Cantemir (Silișteni, 26 ottobre 1673 – Dmitrovsk, 21 agosto 1723) è stato un letterato, storico, filosofo, compositore, musicologo, linguista, etnografo e geografo romeno. 
Di estrazione popolare, fu, per due brevi periodi, voivoda della Moldavia (nel periodo marzo-aprile 1693 e tra il 1710 e il 1711).

## Un principe "tataro latino"
Nato a Silișteni, Cantemir era un vassallo della Sublime porta, di religione ortodossa. La madre, Ana Bantăș, era di origini nobile, ma suo padre, Constantin Cantemir, era un comandante (serdar) dell'esercito ottomano che pur avendo percorso una brillante carriera militare divenendo voivoda del Principato di Moldavia all'età di 71 anni, era di oscure origini e probabilmente di bassa estrazione sociale: secondo lo storico moldavo e suo contemporaneo Ion Neculce era infatti un illetterato capace di scrivere solo la sua firma. Non soddisfatto del proprio status, Cantemir avrebbe quindi successivamente preteso di discendere da una famiglia tatara nogai: Tatari che si vantavano di aver assoggettato il mondo conosciuto precedendo le armate di Gengis Khan.

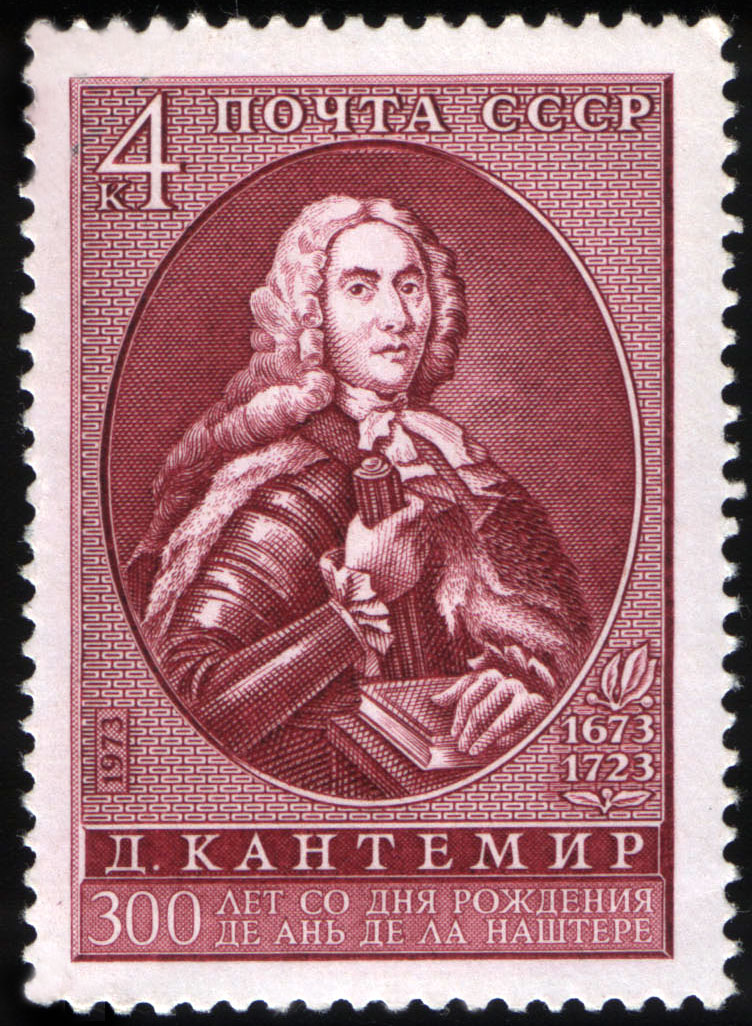
Francobollo dell'Unione Sovietica, Dimitrie Cantemir, 1973 (Michel 4175, Scott 4132)

## Lo storico e l'orientalista
Come d'abitudine all'epoca, il giovane Cantemir fu inviato come "ostaggio" (rehin) ad Istanbul, e lì venne educato come si addiceva ad un principe vassallo ottomano in scienze profane e religiose islamiche, tanto che divenne uno dei maggiori letterati ottomani del suo tempo e il primo non-musulmano a scrivere un'opera enciclopedica in latino sulla storia dell'impero ottomano, intitolata "Incrementa atque decrementa aulae othomanicae" (Ascesa e declino dell'Impero ottomano, 1714-1716). Basata su documenti e sull'osservazione diretta dei suoi oggetti di studio, quest'opera monumentale circolò per alcuni anni in Europa come manoscritto fino a che non venne stampata, nel 1734, in inglese a Londra e successivamente tradotta in tedesco e francese. Anche se in epoca contemporanea fu ampiamente criticata e alcune delle sue fonti documentali furono messe in dubbio, la Storia di Cantemir rimase il principale lavoro storico sull'impero ottomano fino alla metà del XIX secolo e fu usata come fonte da Edward Gibbon nella stesura di Storia del declino e della caduta dell'Impero romano (1776-1789).
In qualche misura quest'uomo proveniente dalla periferia dell'Impero fu un orientalista e sperimentò un metodo di indagine storica per le culture cosiddette "orientali" che nell'Occidente cristiano si affermerà con fatica e che nell'Oriente islamico sarà altrettanto faticosamente "importato".

Certo Cantemir fu aiutato in questo suo ruolo dall'essere moldavo e dall'aver quindi, preliminarmente, elaborato la sua "latina tatarità", accentuando il suo confronto identitario sia con gli "occidentali" (quali Voltaire), sia con gli "orientali" (i dotti di palazzo ottomani), non rifiutando però l'una o l'altra latitudine, ma integrandole al meglio. Ai suoi tempi, la cultura classica occidentale si imparava anche ad Istanbul, e questo è significativo. (Cossutto, 2005).
Ma lo sforzo "orientalista" di Cantemir va oltre sé stesso. Con lo stesso metodo utilizzato per descrivere la "religione maomettana" e il "crescere ed il decrescere" dell'impero ottomano (o più precisamente della "Casa di Othman"), descrive sé stesso, la "tatarità" della sua famiglia, pur volendosi accreditare - per motivi dinastici e politici - come tataro sfruttando per questo l'omonimia con Kantemir Mirza (Cossutto, 2005).
Descrisse gli usi ed i costumi del popolo moldavo e tataro, così come fu tra i primi a descrivere - e a catalogare - la musica ottomana colta e popolare di buona parte dei popoli balcanici, delineando così incontestabili unità di fondo che vanno al di là dei veli odierni (Cossutto, 2005).

## Opere
Tra le sue molteplici opere letterarie ricordiamo:
- Il Divano ovvero la querela del Saggio col mondo, Iași, 1698, opera sul pensiero religioso medievale, scritta in greco e rumeno.
- Descriptio Moldaviae (Descrizione della Moldavia, 1714). Testo integrale in latino su wikisource.
- Incrementa atque decrementa aulae othomanicae (Ascesa e declino dell'impero ottomano, 1714-1716). L'originale in latino fu tradotto in inglese da Nicolas Tindal nel 1734 a Londra, e in francese, a partire dall'edizione inglese, da de Jonquières nel 1743 a Parigi.
- Cronaca dell'antichità dei Romano-Moldo-Valacchi, San Pietroburgo, 1719-1722, scritta prima in latino, tradotta poi dall'autore in rumeno.
- Il sistema della religione maomettana, San Pietroburgo, 1722, in tedesco.
- Historia Hieroglyphica (Storia geroglifica, 1705), romanzo allegorico (i protagonisti hanno aspetto zoomorfo) sulle vicende storiche di Craiovești e Cantacuzino.